# Ком (Родопи)
Вижте пояснителната страница за други значения на Ком.
Ком е връх в южните Родопи. Намира се на 4 km северно от село Гудевица. От Гудевица до Ком има туристическа пътека. На върха има висока наблюдателна кула и реставрирано светилище от тракийско време.